# Gábor Péter (labdarúgó)
Gábor Péter (Budapest, 1992. február 26. –) magyar labdarúgókapus.

## Pályafutása
A Videoton FC égisze alatt 2015. július 14-én a Bajnokok Ligájában védett a walesi The New Saints FC ellen, Oswerstryban. A labdarúgó-mérkőzést a Videoton FC 0–1-re megnyerte.